# Johann Ludewig Engelhard Brinckmann
Johann Ludewig Engelhard Brinckmann (* 16. Februar 1754 in Altenau; † 20. Mai 1822 in Wohldorf) war ein deutscher Förster und Waldvogt.

## Leben
Johann Ludewig Engelhard Brinckmann entstammte einer Försterfamilie. Sein Großvater, Johann Gerhard Brinckmann, war Förster in Altenau, genau so sein Vater, Christian Günther Brinckmann (1717–1789), der als Förster zunächst ebenfalls in Altenau tätig war und 1753 nach Lautenthal wechselte.
1780 heiratete Brinckmann Caroline Dorothea von Dachenhausen. Aus der Ehe gingen vier Töchter und zwei Söhne hervor. Karl Heinrich Ludwig Brinckmann war einer seiner Enkel, Justus Brinckmann einer seiner Urenkel.

## Wirken
Brinckmann nahm 1778 eine Stelle als Revierjäger und Reviergehilfe im Forstbezirk Koberg an und übernahm 1781 die Verantwortung für die Forstdienststelle Mühlenrade. 1783 beteiligte er sich an Verkoppelungen in Talkau, 1790 an Flurbereinigungen in Fuhlenhagen.
Am 12. Oktober 1797 beschlossen Rat und Bürgerschaft der Stadt Hamburg, Brinckmann als Förster und Waldvogt anzustellen. Brinckmann folgte auf den seit 1785 angestellten Christian Ludwig Schröder, der die an ihn gerichteten Erwartungen nicht erfüllt hatte. Nach der Vereidigung am 28. Februar 1798 umfasste sein Aufgabengebiet das Forstwesen der Walddörfer. Zudem vertrat er die als Waldherren agierenden Ratsherren, die nur gelegentlich vor Ort waren. Er war somit Hauptvertreter von Stadt und Verwaltung in den Walddörfern und beriet bei forstlichen Fragen in anderen Hamburger Landesteilen. Zudem unterstanden ihm die Waldreiter von Volksdorf und Großhansdorf und die Schleusenmeister der Alster.
Brinckmann bewohnte die 1703 errichtete Waldvogtei am Rande des Wohldorfer Waldes und erhielt im ersten Dienstjahr ein Grundgehalt von 1000 Mark Courant. Da das Gehalt 1803 auf 2500 Mark Courant erhöht wurde, ist davon auszugehen, dass die Waldbesitzer und Kämmereibürger Brinckmanns Tätigkeiten positiv bewerteten. Brinckmann richtete die Holzproduktion in Hamburg erstmals nach den Prinzipien der nachhaltigen Forstwirtschaft aus und bemühte sich um Forstverbesserungen. Darüber hinaus taxierte er Holzbestände, Holzverkäufe und Forstfrevel. Zahlreiche dieser Berichte sind bis heute erhalten geblieben. Zwischen 1799 und 1807 befasste er sich mit Flurbereinigungen in den Walddörfern und legte die Grenzen der Forstreviere in Volksdorf, Wohldorf-Ohlstedt und Großhansdorf mit fest. Als die Patriotische Gesellschaft eine Holzverknappung befürchtete, verfasste Brinckmann hierzu 1798 den „Plan zur Anpflanzung neuer Förste bey Hamburg“. Darin sprach er sich, im Gegensatz zu anderen Fachleuten, für die Anpflanzung von Nadelhölzern, insbesondere Kiefern und Fichten, aus.
Ab 1799 bepflanzte Brinckmann Heideflächen im Süden des Volksdorfer Waldgebiets mit Kiefern. In Langenhorn legte er ab 1802 einen circa 56 Hektar großen neuen Kiefernwald an. In dem als „Tannenkoppel“ bezeichneten Areal entstand später das Klinikum Ochsenzoll. 1811 erstellte Brinckmann erstmals ein Kataster, das Angaben zur Größe und Beschaffenheit hamburgischer Forste enthielt. Während der Hamburger Franzosenzeit war Brinckmann von 1811 bis 1814 einem „Conservateur des eaux et forêt“ unterstellt und arbeitete als Oberförster des Arrondissements Hamburg mit dem Titel „Garde génerale“. Zudem übernahm er offiziell die Aufsicht über die Waldgebiete der geistlichen Stiftungen Hamburgs. 1813/14 holzten Bewohner und Besatzer größere Waldflächen in Langenhorn, Groß Borstel und Barmbeck ab, was Brinckmann nicht verhindern konnte. 1815 schlug er vor, den Gojenberg in Bergedorf auf einer Fläche von 33 Hektar mit Kiefern aufzuforsten. Dieser Plan wurde jedoch nicht umgesetzt. 1821 stimmten die Vorsteher des St. Johannis Klosters Brinckmanns wiederholt vorgebrachten Vorschlägen zur Anlage eines Nadelholzwalds zu. Ab 1822 entstand somit der später als Ausflugsziel beliebte „Borsteler Jäger“.
Nach seinem Tod 1822 übernahm sein Enkel Johann Carl Ludwig Schellhammer Brinckmanns Aufgaben.